# Swordfish Studios
Swordfish Studios Limited là một công ty phát triển trò chơi điện tử của Anh thành lập bởi Trevor Williams và Joan Finnegan (vợ của Paul Finnegan, cựu giám đốc điều hành của Rage Software Limited) vào tháng 9 năm 2002

## Lịch sử
Swordfish Studios được thành lập bởi Trevor Williams và Jean Finnegan vào tháng 9 năm 2002, có trụ sở ở Birmingham. Các tựa game của công ty bao gồm tựa game bán chạy nhất là World Championship Rugby, còn lại là Brian Lara International Cricket 2005 và Cold Winter. Năm 2004, Swordfish Studios đã được trao tặng danh hiệu "Nhà phát triển game của năm" bởi Hiệp hội các nhà phát triển trò chơi độc lập (TIGA)
Swordfish Studios đã được mua lại bởi Vivendi Universal Games vào tháng 6 năm 2005, và được sở hữu hoàn toàn bởi Sierra Entertainment.
Vào ngày 12/11/2008, studio của công ty có chi nhánh ở Manchester đã được bán lại cho Monumental Games. Studio chính của công ty ở Birmingham đã được mua lại bởi Codemasters vào ngày 15/11/2008 sau một thỏa thuận với Activision Blizzard. Nay còn được biết đến với cái tên Codemasters Birmingham. Studio sau đó bị đóng cửa vào năm 2010. Nhiều cựu nhân viên của Swordfish Studios đã đựoc tuyển vào Crytek UK.

## Các tựa game của hãng
| 2004 | World Championship Rugby              | Acclaim Entertainment   | Thể thao                         | Có    | Có    | Có    | Không | Không | Không | Không |
| 2005 | Brian Lara International Cricket 2005 | Codemasters             | Thể thao                         | Có    | Có    | Có    | Không | Không | Không | Không |
| 2005 | Cold Winter                           | Vivendi Universal Games | Trò chơi bắn súng góc nhìn thứ 3 | Có    | Không | Không | Không | Không | Không | Không |
| 2009 | 50 Cent: Blood on the Sand            | THQ                     | Trò chơi bắn súng góc nhìn thứ 3 | Không | Không | Không | Không | Có    | Có    | Không |
| 2010 | Gedda Headz                           | Swordfish Studios       | Nhiều người chơi                 | Không | Không | Không | Không | Không | Không | Có    |